# Rob Nicholson
Rob „Blasko” Nicholson (ur. 24 listopada 1969) – amerykański muzyk, kompozytor i basista. Nicholson współpracował z takimi wykonawcami jak Cryptic Slaughter, Drown, Prong, Danzig, Rob Zombie, Ozzy Osbourne i The Death Riders.
Poza działalnością artystyczną muzyk pracuje jako menedżer zespołu Black Veil Brides z ramienia Mercenary Management – firmy, której był współzałożycielem.

## Dyskografia
- Cryptic Slaughter – Money Talks (1987, Restless Records)[5]
- Drown – Hold On To The Hollow (1994, Elektra Records)[6]
- Rob Zombie – Hellbilly Deluxe (1998, Geffen Records)[7]
- Rob Zombie – The Sinister Urge (2001, Geffen Records)[8]
- Numbers from the Beast: An All Star Salute to Iron Maiden (2005, Rykodisc)[9]
- Ozzy Osbourne – ‎Black Rain (2007, Epic Records)[10]
- Blasko – Behind the Player: Blasko (2008, DVD, Alfred Music)
- Ozzy Osbourne – Scream (2010, Epic Records)[11]